# 私たちの望むものは 音楽舎春場所実況録音
『私たちの望むものは 音楽舎春場所実況録音』（わたしたちののぞむものは　おんがくしゃはるばしょじっきょうろくおん）は、岡林信康が1970年8月にURCレコードから発売したライブ・アルバム。

## 解説
1970年4月12日文京公会堂で開催された『ロック叛乱祭』と、同年4月24日渋谷公会堂で開催された『岡林信康壮行会』の模様を収録。「NHKに捧げる唄」「ラブ・ゼネレーション」など、ライヴ・ヴァージョンがほとんど残されていない貴重な音源も収録。この『岡林信康壮行会』の模様は、『'70 岡林信康ロックコンサートPartII (岡林信康壮行会)』としても、1979年に発売されている。
当初はカセットテープのみのでの発売だったが、39年後の2009年にCD化された。

## 収録曲
※最初の時間は演奏のみで、残りはMCまで含む時間。

### Side A
1. 今日をこえて  –  (4:30/6:13)
  - 近況とこの「今日をこえて」について話をする。
2. 自由への長い旅  –  (4:05/4:31)
  - 当時キューバに渡航するか否かで思案していた時期だったので、その話をする。
3. おまわりさんに捧げる唄  –  (5:37/6:43)
  - 演奏後、次の「性と文化の革命」についての話をする。
4. 性と文化の革命  –  (4:29/5:49)
  - 演奏後、この「性と文化の革命」についての話をする。亡くなったはしだのりひことシューベルツのメンバー井上博の話も出る。
5. それで自由になったのかい  –  (7:32/7:52)
  - 演奏途中ギターの弦が切れてしまう。

### Side B
1. チューリップのアップリケ  –  (4:32/4:43)
  - ギター弾き語り。
2. 山谷ブルース  –  (4:15/4:27)
  - ギター弾き語り。
3. お父帰れや  –  (3:49)
  - ギター弾き語り。
4. NHKに捧げる唄  –  (4:13)
  - ピアノ演奏のみ。
  - アルバム同様、吉田日出子とのデュエット。彼女と一緒になることや同棲していることを話す。その後、吉田とは別れてしまうため、この曲が公で演奏されることはない。次の「私たちの望むものは」がジャックスの早川義夫との共作であることも話す。
5. 私たちの望むものは  –  (6:26)
6. ラブ・ゼネレーション  –  (4:23)
7. 今日をこえて  –  (4:19)

## 参加ミュージシャン
- グループQ（1970年4月12日、文京公会堂） – 渡辺勝が中心となったグループ。
- はっぴいえんど（1970年4月24日、渋谷公会堂）

## 発売履歴
| 発売日        | レーベル    | 規格           | 規格品番   | 備考                         |
| ------------- | ----------- | -------------- | ---------- | ---------------------------- |
| 1970年8月     | URCレコード | カセットテープ | URCT-10001 |                              |
| 2009年3月20日 | FUJI        | CD             | FJ-1015    | 2009年デジタルリマスター盤。 |
| 2013年3月20日 | FUJI        | CD             | ONL-1015   |                              |